# 小林織ネーム
コバオリ株式会社は、京都府京都市北区に本社を置く織物企業。旧社名は小林織ネーム株式会社（こばやしおりネーム）。

## 沿革
- 1947年 - 小林織ネーム創業
- 1953年 - 小林織ネーム株式会社設立（資本金50万円）
- 1960年 - 名古屋支店設置
- 1963年 - 東京支店設置、本社新社屋建設
- 1964年 - 大阪支店設置、東京オリンピック標章権を獲得
- 1965年 - 福岡支店設置
- 1967年 - 札幌支店設置
- 1970年 - 大阪万国博覧会標章権を獲得
- 1971年 - 日本ダム株式会社に出資
- 1977年 - 福山支店設置
- 1978年 - 小林プリンティング工業有限会社設立
- 1979年 - 資本金3,000万円に増資
- 1982年 - 社長小林三郎死去、小林俊亮社長就任
- 1984年 - 株式会社K.Sシステムサービス設立
- 1986年 - 岐阜支店設置
- 1988年 - 現地法人小林商標香港有限公司設立
- 1989年 - 福井物流センター設置
- 1995年 - 上海小林商標製造有限公司設立
- 1998年 - 上海小林商標製造有限公司上海営業所開設
- 2000年 - 合弁会社青島華日彩印有限公司設立、ISO9002認証取得（上海小林商標製造有限公司）
- 2004年 - 合弁会社青島小林商標有限公司設立、ISO9001：2000認証取得（小林織ネーム株式会社、上海小林商標製造有限公司）、小林俊亮会長就任、小林慎吾社長就任
- 2008年 - ISO9001:2000認証取得（青島小林商標有限公司）
- 2010年 - ISO9001:2008更新（小林織ネーム株式会社、上海小林商標製造有限公司、青島小林商標有限公司）、合弁会社深圳貴宇包装材料有限公司設立[1]

## 組織
京都本社
〒603-8158 京都市北区紫野宮西町16番地（北大路堀川下ル西側）
K2ビル（営業部・企画デザイン部）
〒603-8164 京都市北区紫野東御所田町9番地
K3ビル（生産・物流管理）
〒615-0802 京都市右京区西京極北庄境町60番地
東京支店
〒101-0054 東京都千代田区神田錦町3-17-11 榮葉ビル7F
大阪支店
〒542-0081 大阪市中央区南船場3丁目2番22号（麻綱ビル 3F）
名岐支店
〒500-8455 岐阜市加納栄町2丁目1番1（丸産ビル3F）
福山支店
〒729-3102 福山市新市町相方2310
福岡支店
〒815-0032 福岡市南区塩原3丁目8番28号（ケイエスビル3F3-C室）
福井物流センター
〒910-0315 坂井市丸岡町小黒60字3-1
小林商標香港有限公司
香港九龍長沙湾茘枝角道838号勵豊中心11字樓1107-8室
上海小林商標製造有限公司
上海市青浦区西郊経済技術開発区蟠中路701号
青島小林商標有限公司
青島市城陽区城陽街道小北曲村長城路8号
青島華日彩印有限公司
山東省青島即墨市城北三路西側即発工業圏内